# Herz über Kopf (Lied)
Herz über Kopf ist ein Lied des deutschen Liedermachers Joris aus dem Jahr 2015.

## Entstehung und Veröffentlichung
Das Lied wurde vom Interpreten selbst, zusammen mit Maximilian Hesselbarth und Nico Stegmiller, geschrieben beziehungsweise komponiert. Für die Produktion zeichneten Ingo Politz und Mic Schröder verantwortlich.
Die Erstveröffentlichung von Herz über Kopf erfolgte als Single am 13. März 2015 durch Four Music. Am 10. April 2016 erschien es als Teil von Joris’ Debütalbum Hoffnungslos hoffnungsvoll, dessen erste Singleauskopplung es ist.

## Inhalt
Herz über Kopf handelt von dem lyrischen Ich, das seinem Gegenüber mitteilt, dass es auch wenn es längst Zeit sei zu gehn, den Moment verpasse und stehen bleibe, weil es sein Herz ihm so sage.

## Musikvideo
Das dazugehörige Musikvideo entstand unter der Regie von Justin Izumi. Auf dem Videoportal YouTube zählte es bis Oktober 2023 über 31 Millionen Aufrufe.

## Rezeption

### Preise
Bei der Echoverleihung 2016 wurde Herz über Kopf mit einem Echo Pop in der Kategorie Radio-ECHO ausgezeichnet. Dieser Preis wurde während der Verleihung von den Zuschauern per Telefon- und SMS-Abstimmung gewählt. Es ist der letzte Titel, der diese Auszeichnung, die ab 2011 jährlich vergeben wurde, erhielt.

### Charts und Chartplatzierungen
| ChartsChartplatzierungen | Höchstplatzierung | Wochen |
| ------------------------ | ----------------- | ------ |
| Deutschland (GfK)        | 14 (48 Wo.)       | 48     |
| Österreich (Ö3)          | 3 (24 Wo.)        | 24     |
| Schweiz (IFPI)           | 26 (17 Wo.)       | 17     |

| ChartsJahrescharts (2015) | Platzierung |
| ------------------------- | ----------- |
| Deutschland (GfK)         | 26          |
| Österreich (Ö3)           | 39          |

### Auszeichnungen für Musikverkäufe
| Land/Region        | Auszeichnungen für Musikverkäufe (Land/Region, Auszeichnung, Verkäufe) | Verkäufe |
| ------------------ | ---------------------------------------------------------------------- | -------- |
| Deutschland (BVMI) | 3× Gold                                                                | 600.000  |
| Österreich (IFPI)  | Gold                                                                   | 15.000   |
| Insgesamt          | 2× Gold ·                                                              | 615.000  |

## Coverversionen (Auswahl)
- 2021: DJ Bobo (Album: Sing meinen Song – Das Tauschkonzert, Vol. 8)[13]